# Campaea parallela
Campaea parallela es una especie de polilla perteneciente a la familia Geometridae. La especie fue descrita por primera vez por Eugen Wehrli en 1936 y se distribuye en China.